# Derambila thrombocnemis
Derambila thrombocnemis là một loài bướm đêm trong họ Geometridae.